# 广西路 (青岛)
广西路是中华人民共和国山东省青岛市市南区的一条东西向道路，也是全市最早建成的一批道路之一。该路东起龙口路，与常州路、江苏路、日照路、青岛路、莒县路、安徽路、浙江路、中山路、河南路、蒙阴路等马路交汇，西抵泰安路上的铁路青岛站。

## 概况

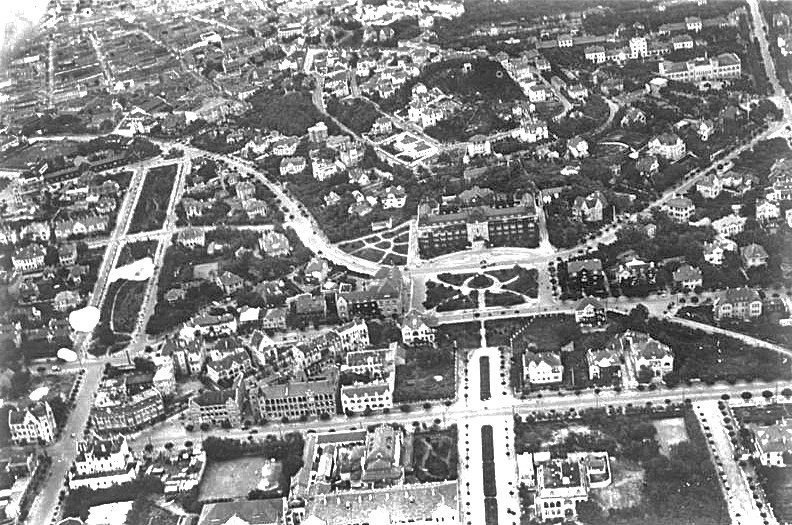
1930年代的青岛航拍，最下方的横向道路即为广西路

广西路建于1899-1901年间，属于德占时期最早建成的一批道路。今广西路的广西路1号正门以西段当时以时任德国海军东亚分舰队舰队司令普鲁士亲王海因里希之名定名为海因里希亲王街（德語：Prinz-Heinrich-Straße，旧汉译：亨利王子街），以东段属东兵营街（Ostlagerstraße）。建成之初的广西路路面宽度20-25米，路基以花岗岩与三合土填筑，地下设排水管道，车行道与人行道分隔。车行道为沥青路面，两侧铺设车轮石、路缘石及雨水排泄口，人行道为黄沙路面。
根据德占时期初期的规划，广西路位于商贸区域的中心，为当时青岛最重要的街道之一。胶澳总督府规定此处街道两侧只许建造封闭式三层商业楼，临街立面必须与街道平行。顺应规划与规定，皇家邮局大楼、博德维希商业大楼、德基洋行商业综合楼、赉寿药行等商业建筑陆续建成。然而此后的十年中，海因里希亲王街的商业发展不尽人意，不及弗里德里希街（Friedrichstraße，今中山路南段）与大鲍岛华人区，其周边部分地块长期闲置。总督府遂于约1912年批准在海因里希亲王街威廉街（Wilhelmstraße，今青岛路）路口以东路段的闲置地块上建设独栋花园住宅。广西路以青岛路为界的东西两段因此显示出截然不同的街道风貌，直至今日。
1914年日军占领青岛后，将海因里希亲王街连同东兵营街西侧一段（即今广西路全段）改名为佐賀町（日语：／）。1922年北洋政府接收青岛后，广西路于次年改为现名。广西路直至1980年代仍保持着相当的欧洲风格。而1990年代的太平路大规模改造及其他零星改造中，广西路南侧的历史建筑几乎被拆除殆尽，部分路段原本种植的行道树也被砍伐改种雪松，导致广西路的原有风貌遭到较大破坏。

## 周边历史建筑介绍

### 龙口路-江苏路段

#### 督署学校新教学楼旧址

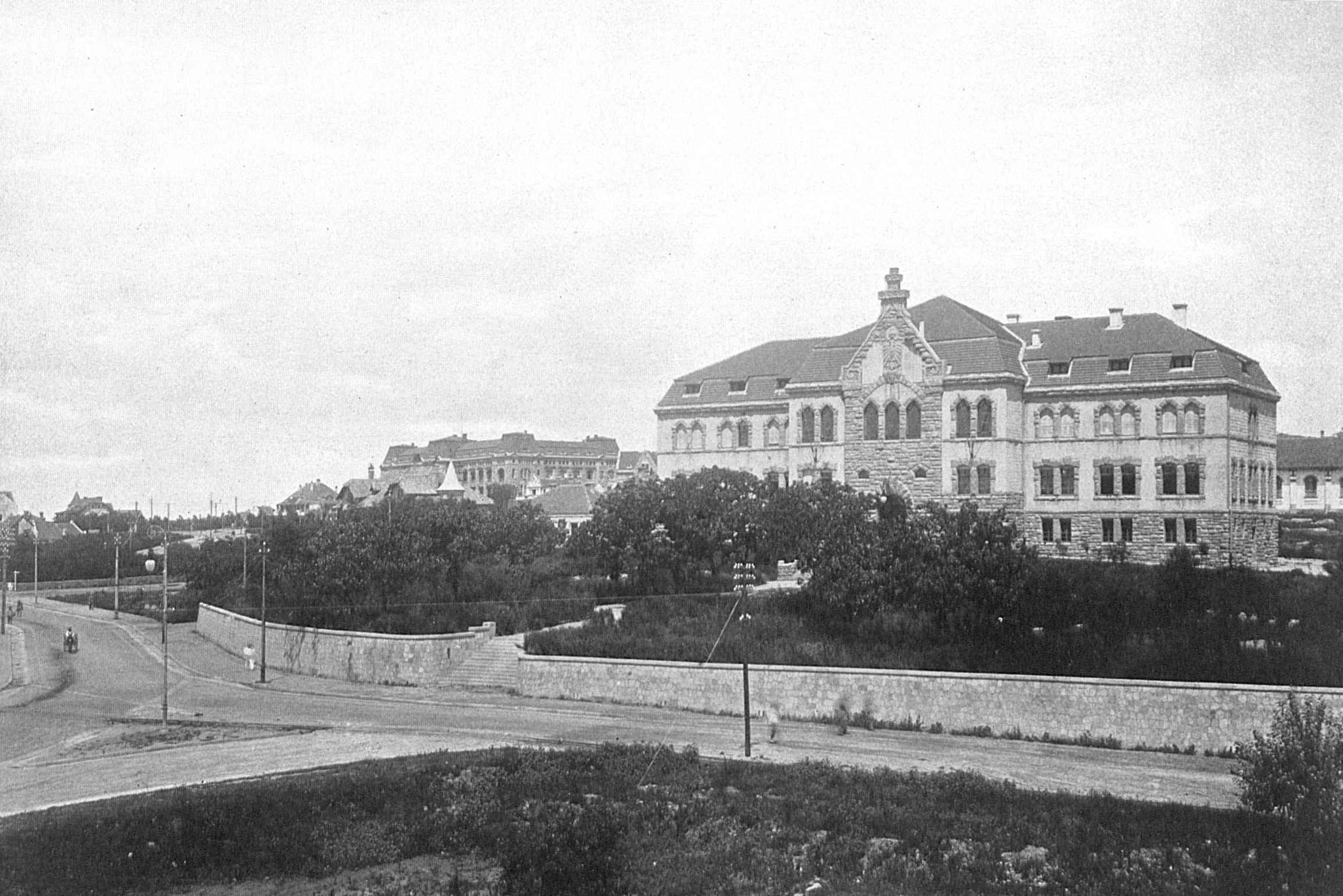
皇家督署学校，约1913年，大门前道路为今广西路

位于广西路东端的广西路1号为一军事管理区大院，其主楼最初为皇家督署学校的新校舍，建于1906-1907年，第一次日占时期改为日本当局管辖的青岛小学校。位于今武定路的第一青岛寻常高等小学校建立后，此处改为第二青岛寻常高等小学校。1922年青岛回归后改由青岛日本居留民团管理，改称青岛第二日本寻常高等小学校。1930年代日本居留民团出资扩建出西楼，1940年代又扩建东楼，1941年改名青岛第二日本国民学校。1945年抗战结束后成为美军驻地，1947年发生火灾，屋顶被全部烧毁，修复时直接改为平顶，1949年后又增建四楼。1949年后先后为青岛市军事管制委员会、胶东警备第四旅旅部兼青岛警备司令部、海军青岛基地司令部兼青岛警备司令部（1956年改称青岛市卫戍区）、海军北海舰队司令部。现为北海舰队某部驻地。为青岛市历史优秀建筑、市南区一般不可移动文物。
广西路1号甲位于督署学校新教学楼旧址东侧，邻近龙口路，最初为督署学校运动场，现为广西路游泳馆，约建于1950年代，为青岛市第一处游泳馆。

#### 江苏路1号
广西路江苏路路口东北角的江苏路1号为建于1914年的老住宅，初建时是德国人H.阿伦斯（H. Ahrens）所开办的建筑公司的地产。1914年日德青岛战役时遭到日军轰炸损毁。第一次日占时期该楼成为英商怡和洋行的地产，因此有时被称为怡和洋行经理住宅。现为民居。2016年该楼被翻修。现为青岛市历史优秀建筑、市南区一般不可移动文物。

#### 东方市场
广西路东端南侧现为一处停车场，此处原为建于1930年代的东方市场，俗称“东方菜市”，正门门牌号为龙口路20号，为一处“回”字形院落。其内曾开设荒岛书店（店面拆除前门牌号为广西路4号），为青岛1930年代的一处文化地标。市场1950年代后逐渐改为民居，2007年，因建筑体老化、住户生活条件恶劣而拆除。

#### 欧人监狱旧址
位于广西路1号大门东南侧对面的常州路25号为建于1900年的青岛欧人监狱旧址，现为监狱博物馆，其临广西路部分多为民国时期扩建的牢房。

#### 太平路小学
广西路1号大门西南侧对面为太平路17号太平路小学，背对广西路的建筑为建于1933年的教学楼。

#### 天后宫及圣言会临时教堂
太平路小学西侧为太平路19号青岛天后宫，其后院墙紧靠广西路。1898年，天主教圣言会传教士白明德在紧靠天后宫后院墙的位置用木板搭建了青岛市区的第一座天主教堂，该教堂一直使用到1902年圣言会会馆建成。
- 1898年左右的天后宫附近，天后宫后方带十字架的平房为临时天主教堂，前方的浅色平房为罗达利洋行的“Papierhaus”，可能为瓦楞纸制房
- 天后宫后侧

### 江苏路-青岛路段

#### 广西路1号乙
广西路1号乙位于广西路、江苏路、日照路路口，约建于1943年。最初为实业家周学熙、周志俊为青岛教区主教田耕莘建设的住宅。1950年代曾为中国民主建国会青岛市委办公楼。1967年7月至2000年曾为青岛市物资局、青岛市物资总公司办公地点。2020年改为青岛政协文史馆至今。

#### 广西路3号圣言会住宅旧址
广西路3号为一栋两层住宅建筑，为天主教圣言会建于1931年的住宅。1960年代初曾为时任中共青岛市委第一书记、青岛市市长张敬焘的住址。

#### 广西路5号圣言会住宅旧址
广西路5号为圣言会约建于1903-1904年的住宅，1941年至1948年曾为芬兰驻青岛领事馆馆址，天主教青岛教区意大利籍教士姬宝璐此后曾在此居住，现为民居。为青岛市历史优秀建筑、市南区一般不可移动文物。
- 广西路1号乙，2019年
- 广西路3号，2019年
- 圣言会住宅原貌
- 广西路5号圣言会公寓，2014年

#### 广西路7号祥福洋行住宅旧址
广西路7号为一栋两层住宅建筑，为德国人阿尔弗雷德·希姆森（Alfred Siemssen）创办的祥福洋行地产公司于1910年代初所建造，其北侧今湖南路14号址曾有一栋同时期建设且风格与之相似的住宅，现已不存。这两栋建筑有可能是祥福洋行建设的最后一组建筑。广西路7号现为民居。

#### 马克·齐默尔曼住宅旧址（德国驻青岛领事馆旧址）
广西路青岛路路口的青岛路1号最初为俄国人马克·齐默尔曼（Mark Zimmerman）及其妻子薇拉（Viera Zimmerman）的住宅。1926年12月该楼成为德国驻青岛领事馆馆址。1945年5月领事馆关闭。1947年该楼成为孔子后裔、青岛银行公会理事长孔祥勉的住宅。1985年其子女孔令仁等将该建筑赠予青岛市人民政府，辟为南园孔子纪念馆，现实际不对外开放。该建筑现为全国重点文物保护单位青岛德国建筑群的一部分。
- 约1900年的广西路东段，左侧为山东铁路公司。此时道路基本成型，路灯、电线已敷设，排水设施、道路硬化、绿化等工作尚未着手进行
- 广西路7号祥福洋行住宅，1910年代
- 广西路7号祥福洋行住宅旧址，2015年
- 德国领事馆旧址南立面，2015年

#### 广西路14号院
该路段南侧为广西路14号院，包括德华银行青岛分行旧址、山东铁路公司旧址、山东矿业公司旧址等多座德占时期、日占时期所建老建筑。

### 青岛路-安徽路段

#### 皮卡特商业综合楼旧址
广西路9号建于1903年，为德占时期初期具有代表性的公寓建筑之一，最初为德国人卡尔·皮卡特（Carl Pickardt）所创办的裴哈利洋行（也作斐哈利洋行）的地产。1909年，皮卡特离开青岛，该楼被卖给德华大学教师阿图尔·格尔拉赫（Arthur Gerlach）。1910年代，德商备德洋行（Carl Bödiker & Co.）曾在此租用商铺。该楼现为海运局房产，用作住宅楼。现为青岛市历史优秀建筑、市南区一般不可移动文物。
- 1900年代的广西路，最右侧为皮卡特商业楼
- 备德洋行租用时期，墙上为备德洋行的店名
- 皮卡特商业楼正立面，2016年
- 皮卡特商业楼正立面，2019年

#### 广西路11号祥福洋行公寓
广西路11-13号建于1901-1902年，最初为祥福洋行建设的商住建筑。1914年该楼与其他祥福洋行地产一并被日本陆军青岛守备军司令部没收。有资料称该楼曾为米维斯基图书馆、犹太人协会（犹太总会）。现为民居。为市南区一般不可移动文物。

#### 广西路15号祥福洋行公寓
广西路莒县路路口的广西路15-17号原址最初有一栋由祥福洋行于1903-1904年建设的商住建筑，该楼于1992年被收录在德国学者托尔斯滕·华纳（Torsten Warner）的著作《德国建筑艺术在中国：建筑文化移植》中，次年冬天该楼便被拆除，以建造政府宿舍。
- 广西路11号祥福洋行公寓初建时
- 广西路11-13号祥福洋行公寓旧址，2015年
- 广西路15号祥福洋行公寓，1904年
- 第一次日占时期的广西路莒县路路口附近

#### 胶澳皇家邮政局旧址
位于广西路、安徽路、莒县路路口的安徽路5号（广西路21号）建于1900-1901年，由广包公司（F. H. Schmidt）承建，最初为罗达利洋行（Kiautschau-Gesellschaft mbH.）的地产，建成时胶澳皇家邮政局便租用一楼开设邮局营业大厅，1910年，邮局买下了整栋建筑。该建筑自建成时长期作为邮电局使用，俗称“广西路邮电局”。1914年后先后为日军野战邮便局、青岛邮便局、青岛邮便局佐贺町局、胶澳邮务第一支局及胶澳中华电报局、青岛市邮电局、中国网通青岛分公司客户服务中心。现产权属于中国联通青岛分公司，2009年至2010年楼体翻修后，联通于2010年11月在此开设了青岛邮电博物馆。该建筑现为青岛市文物保护单位。
- 胶澳皇家邮政局，广西路安徽路路口视角，右侧为博德维希商业大楼，1910年代
- 广西路莒县路路口视角，1910年代
- 广西路安徽路路口视角，2015年
- 广西路莒县路路口视角，2016年

#### 海因里希亲王饭店音乐厅
海因里希亲王饭店音乐厅原址在今泛海名人饭店北侧，广西路9号南侧对面。该建筑建于1905年，由建筑师罗克格（Curt Rothkegel）设计，由广包公司承建。1949年后为青岛市政协礼堂，1998年被拆除。

#### 博德维希商业大楼
位于广西路安徽路路口东南角的广西路24号（太平路33号北侧）原址最初为建于1901-1902年的博德维希商业大楼，为德商博德维希公司（Bodewig & Co.）的地产，用于出租。嘉裨世洋行（Kabisch & Co.）、凌基洋行（Otto Linke）等公司曾在此租赁店面。青岛俱乐部建设新楼前也曾将活动场地设于此。1923年中日合资鲁大矿业公司成立后将总部设于此处。约1939-1940年，该楼被拆除以建设鲁大矿业公司新办公楼，1949年后为青岛市总工会、青岛市科学技术委员会办公楼，1999年与南侧的克里本多夫饭店旧址（原青岛日报社旧办公楼）一并拆除，以建设青岛日报社新办公楼。
- 1914年日军在广西路的入城式，左侧为海因里希亲王饭店音乐厅，右侧为皮卡特商业楼、祥福洋行公寓
- 广西路安徽路路口，皇家邮局和博德维希商业大楼
- 博德维希商业大楼
- 鲁大矿业公司

### 安徽路-浙江路段

#### 德基洋行旧址
广西路27号始建于1901年，初建时仅有两层，为平顶。1905年三楼、阁楼和塔楼建成。该楼最初为德国商人戈特弗里德·兰德曼（Gottfried Landmann）所创设的德基洋行的地产，兰德曼在此经营一家钟表、光学仪器和珠宝首饰店。德国人弗里茨·奥尔特尔（Fritz Oertel）曾租用该楼街角店面开设理发店。朗德曼于1909年离开青岛，但并未出卖该地产，1914年被日军没收。该建筑现为民居兼商业网点。为青岛市历史优秀建筑、市南区一般不可移动文物。
- 1900年代初的广西路安徽路路口，左侧为仅有两层楼的德基洋行
- 广西路安徽路路口向西视角，德基洋行街角门楣上有奥尔特尔理发店的招牌
- 民国时代的广西路莒县路路口，广西路邮局与德基洋行旧址
- 德基洋行旧址，2016年

#### 赉寿药行旧址
广西路31-33号建于1905年，被认为是青岛最漂亮的德国青年风格建筑，最初为药剂师阿达尔贝特·拉尔茨开办的赉寿药行，1914年后为日侨财产。1949年后为青岛市轻工业局（1980年改称青岛市第一轻工业局，简称“一轻局”）所在地，1980年代恢复商业用途，曾开设“红房子”餐厅，后为旅馆。2009年8月，产权单位青岛饮料集团曾准备将其拍卖，因其文保单位身份被文保部门叫停。2012年后处于闲置状态。2014年至2015年修缮，完工后仍闲置。2020年7月21日，该楼一层作为“崂山矿泉博物馆”向游客开放。该建筑现为国重点文物保护单位青岛德式建筑的一部分。
广西路31号与广西路27号之间的广西路29号原本为空地，1985年，一轻局在此模仿赉寿药行旧址风格建设了一座五层楼，该楼现为商业建筑。
- 初建时的赉寿药行
- 大修前的广西路31号赉寿药行旧址，2014年
- 大修时，2015年
- 大修后，2016年

#### 侯爵饭店旧址
广西路浙江路路口东北角的广西路37号为建于1910-1911年的侯爵饭店旧址，建筑师李希德（P. F. Richter）设计，店主为保罗·达克塞尔（Paul Dachsel）。第一次日占时期改为日本陆军军官的娱乐场所，1922年改为胶澳商埠警察厅第一区警察署，此后曾为青岛市公安局市南分局办公楼，现为市南分局观海路派出所所在地。
- 德占时期的侯爵饭店
- 广西路浙江路路口，左侧为侯爵饭店旧址，右侧可见李眉孙商业楼，约第一次日占时期
- 广西路浙江路路口附近，右侧两栋商业楼为李眉孙商业楼旧址，约第一次日据时期
- 民国时代的广西路浙江路路口附近

#### 吉利洋行

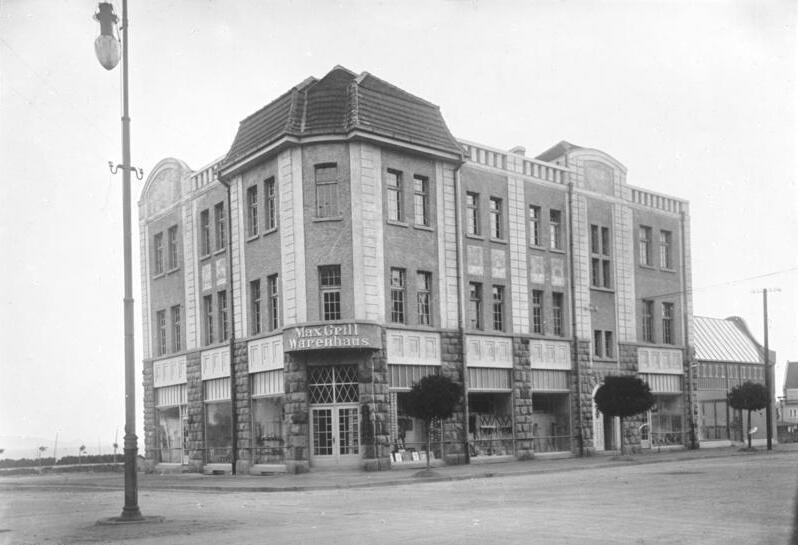
德占时期的吉利洋行

广西路安徽路路口西南角的广西路26号原址最初为德国商人马克斯·格里尔（Max Grill）开设的百货商店吉利洋行（Warenhaus Max Grill）的所在地，建于1911-1912年，由建筑师李希德设计。格里尔于1914年成为战俘，其公司也被没收。格里尔约1928年回到青岛，买回这栋建筑并重新开设百货商店。1947年格里尔离开中国。此后该建筑为民宅、商铺。该楼于1992年被收录在《德国建筑艺术在中国：建筑文化移植》中，1994年该楼便与该街区其他建筑一并被拆除，以建设华能大厦。

#### 李眉孙商业楼
德占时期吉利洋行西侧至广西路浙江路路口东南角有两栋三层商业建筑，设计于1912年12月，约1914年竣工。1913年地籍图显示今华能大厦所在的整个街区除吉利洋行为马克斯·格里尔的地产外，其他地块均为前江苏盐台李眉孙的地产。1914年，位于东侧的商业楼曾短暂为糕点师卡尔·尤海姆的咖啡厅。1926年，德国人马克西米连·克雷布斯（Maximilian Krebs）在此处开办马克西姆咖啡厅（Café Maxim）。1949年后，东西两座楼分别为青岛市商业局办公楼、青岛市工商行政管理局办公楼，直至1990年代，拆除前门牌号为广西路42-44号、广西路34号。1994年两座楼与该街区其他建筑一并被拆除。

### 浙江路-中山路段

#### 浙江路4号
广西路浙江路路口西北角的浙江路4号原址曾有一栋建于第一次日占时期的商业楼，约1980年代拆除。

#### 奥尔特尔公寓旧址
广西路43号约建于1906年，最初业主不详，1913年为德国人弗里茨·奥尔特尔（Fritz Oertel）的地产。现为临街商业网点兼民居。为市南区一般不可移动文物。
- 1906年的广西路，左侧为初建时的奥尔特尔公寓旧址
- 1913年的广西路，右侧可见李眉孙商业楼
- 第一次日占时期的广西路，同角度
- 广西路43号奥尔特尔公寓旧址现状，2016年

#### 广西路45-47号
广西路中山路路口东北角的广西路45-47号一部分曾为胶州饭店的原址。现存建筑约建于1950年代，为1950年代的仿古民族风格，已列入市南区一般不可移动文物，现为青岛市公安局治安警察支队。
- 德占时期的中山路广西路路口，右侧可见胶州饭店（平房）和中山路17号商业楼
- 广西路47号
- 路口视角

#### 浙江路2号、广西路42号及44号
广西路浙江路路口西南角的广西路42号（同时也是浙江路2号）及其西侧的广西路44号为两栋商业建筑（常被视为一栋建筑），约建于1914年，最初为祥福洋行建造的总督府职员公寓，1930年代时曾为日本领事馆公寓。据称1934年7月郁达夫与家人在青岛避暑曾在此居住。学者鲁海认为马克西姆咖啡厅曾在广西路42号营业，因此该楼经常被称为“马克西姆大楼”，但马克西姆咖啡厅的地点实为其东侧对面原属李眉孙的商业楼。该楼2007年11月曾经历翻修。该楼现为临街商业网点兼民居。为青岛市历史优秀建筑、市南区一般不可移动文物。
- 第一次日占时期的广西路，右侧为今广西路44号及42号，最右侧的平房已不存在
- 广西路42号及44号，2016年
- 后侧（南侧）
- 青岛俱乐部的后花园

#### 中山路3号
广西路42号的西侧，广西路中山路路口东南角的位置原为青岛俱乐部的后花园，现址为青岛市科技馆。

### 中山路-泰安路段
中山路以西的路段现存历史建筑较少。

#### 总督府建设局局长官邸
广西路中山路路口西北角的发达商厦原址最初为总督府建设局（Amtliche Bauverwaltung）局长官邸的位置，约建于1901年，最初住在这里的是建设局局长格罗姆施。1922年青岛回归后为海军转运局。拆除年代不详。
- 建造中的建设局局长官邸
- 建造中的建设局局长官邸，右侧为胶海关大楼的后墙，远处可见皇家邮局和正在建造的博德维希商业大楼，1901年
- 德占初期的广西路中山路路口，左侧为建设局局长官邸，截取自一张明信片
- 1922年的海军转运局

#### 广西路51号、53号、55号、62-64号
广西路51号、53号、55号、62-64号为四栋旧商业楼，其中广西路51号约建于1910年代初，广西路62-64号为一座工厂，始建于1910年代初，约1920年代因火灾重建，其他建筑约建于德占时期以后的1910-1920年代。